# Толстанов Олександр Костянтинович
Олександр Костянтинович Толстанов (22 лютого 1960, Свободний, Амурська область, РРФСР, СРСР) — український професор, доктор медичних наук.

## Життєпис
Працював лікарем-хірургом хірургічного відділення Житомирської обласної дитячої лікарні (1985—1992), головний лікар обласного дитячого ендокринологічного лікувально-санаторного центру радіаційного захисту м. Житомира (1992—1996), головний лікар обласного лікувально-санаторного центру радіаційного захисту для дитячого та дорослого населення «Дениші» (1996—2005), начальник управління охорони здоров'я Житомирської обласної державної адміністрації (2005—2011), заступник Міністра охорони здоров'я України (2011—2014), проректор з науково-педагогічної роботи Національної медичної академії післядипломної освіти імені П. Л. Шупика (нині Національний університет охорони здоров'я України імені Платона Шупика (2014—2022), з 2022 р. призначений в.о. ректора Національний університет охорони здоров'я України імені Платона Шупика.

## Освіта
Закінчив Вінницький медичний інститут імені М. І. Пирогова (1984), Українську академію державного управління при Президентові України (2003), Київський Національний університет технологій та дизайну (2015).

## Наукова та законотворча діяльність
Наукова робота зосереджена на удосконаленні управління медичною допомогою, теорії і практики державного управління охороною здоров'я.
Брав участь в законотворчій діяльності у якості керівника групи щодо реформування системи первинної та екстреної медичної допомоги в Україні. Один із перших[джерело?] в Україні брав участь в трьох європейських проектах з модернізації системи охорони здоров'я (2004—2009). Вніс великий науковий та практичний вклад у якості керівника напрямку в модернізацію та реформування системи охорони здоров'я України[джерело?]. Автор патента, двох прав на інтелектуальну власність, 4 підручників та автор 105 наукових публікацій.

## Нагороди
- Орден «За заслуги» III ст. (19 червня 2020) — за значний особистий внесок у розвиток вітчизняної системи охорони здоров'я, надання кваліфікованої медичної допомоги, рятування життя людей, сумлінну працю та високий професіоналізм[1]
- Орден Данила Галицького (3 грудня 2009) — За вагомий особистий внесок у розвиток місцевого самоврядування, багаторічну сумлінну працю і високий професіоналізм[2]
- Заслужений лікар України (2003)
- Національна премія України імені Бориса Патона 2022 року — за роботу «Організація екстреної медичної допомоги та лікування гострої крововтрати в умовах бойових дій та клінічній практиці» (у складі колективу)[3]

### Наукові публікації
- Толстанов О. К. (список наукових монографій та публікацій)// Сайт Національної бібліотеки ім. В. Вернадського, Процитовано 1 грудня 2022 року

### Наукові патенти
- Толстанов О. К. (список патентів)// База патентів України, Процитовано 1 грудня 2022 року